# Scantinius bruchoides
Scantinius bruchoides är en insektsart som först beskrevs av Walker 1858.  Scantinius bruchoides ingår i släktet Scantinius och familjen sköldstritar. Inga underarter finns listade i Catalogue of Life.